# Route 10 (Colombie-Britannique)
La Route 10 est une route ouest / est du sud du Grand Vancouver. Elle est principalement utilisée comme route d'accès local à Nord Delta, Surrey et Langley.

## Description du tracé
La route 10 parcourt 26,6 km (16,5 mi) depuis Nord Delta jusqu'à Langley. À l'ouest, la route débute à un échangeur avec la route 91 comme continuité de Ladner Trunk Road. Elle se dirige vers le nord-est avant de bifurquer sur 58 Avenue alors qu'elle passe de Delta à Surrey près de Watershed Park. La route 10 se dirige maintenant dans des quartiers résidentiels de Surrey.
La route continue alors vers l'est sur 56 Avenue en traversant une zone rurale avant d'atteindre Cloverdale ou elle rencontre la route 15. La route 10 entre dans la ville de Langley et la contourne par le nord. Elle y croise la route 1A et 200 Street avant de bifurquer vers le nord-est sur Glover Road. À l'intersection avec Springbrook Road, près du campus de l'Université Trinity Western, elle emprunte cette route vers l'est. Elle prend alors 232 Street et se termine à un échangeur avec la route 1.

## Intersections majeures
| District régional                         | Ville              | km    | Destinations                                                            | Notes                                                                        |
| ----------------------------------------- | ------------------ | ----- | ----------------------------------------------------------------------- | ---------------------------------------------------------------------------- |
| Metro Vancouver                           | Delta              | 0,00  | BC-91 vers BC-99 – New Westminster, Aéroport, Frontière                 | Échangeur; sortie 2 de la BC-91                                              |
| Metro Vancouver                           | Surrey             | 5,76  | King George Boulevard                                                   |                                                                              |
| Metro Vancouver                           | Surrey             | 12,55 | BC-15 (176th Street) – Route 1, Frontière                               |                                                                              |
| Metro Vancouver                           | Langley            | 17,44 | BC-1A ouest (Fraser Highway) – New Westminster, Centre-ville de Langley | Terminus ouest du multiplex avec la BC-1A                                    |
| Metro Vancouver                           | Langley            | 18,82 | 204th Street                                                            | Échangeur; sortie direction ouest vers nord, entrée direction sud vers ouest |
| Metro Vancouver                           | Langley            | 19,67 | BC-1A est – Aldergrove                                                  | Terminus est du multiplex avec la BC-1A                                      |
| Metro Vancouver                           | Langley (district) | 26,59 | BC-1 – Vancouver, Hope                                                  | Échangeur; sortie 66 de la BC-1                                              |
| - Terminus de multiplex - Accès incomplet |                    |       |                                                                         |                                                                              |